# Vaniputhur
Vaniputhur è una suddivisione dell'India, classificata come town panchayat, di 11.935 abitanti, situata nel distretto di Erode, nello stato federato del Tamil Nadu. In base al numero di abitanti la città rientra nella classe IV (da 10.000 a 19.999 persone).

## Geografia fisica
La città è situata a 11° 30' 54 N e 77° 22' 41 E.

## Società

### Evoluzione demografica
Al censimento del 2001 la popolazione di Vaniputhur assommava a 11.935 persone, delle quali 5.998 maschi e 5.937 femmine. I bambini di età inferiore o uguale ai sei anni assommavano a 1.132, dei quali 567 maschi e 565 femmine. Infine, coloro che erano in grado di saper almeno leggere e scrivere erano 6.300, dei quali 3.695 maschi e 2.605 femmine.